# Локтаєв Олександр Дмитрович
Олександр Дмитрович Локтаев  (народився 10 січня 1994, у Балаково) — російський і український спідвеїст. З 2011 року представляв Україну, У 2014 році він виступав за росію, а у 2015 році повернувся до України. Бронзовий призер юніорського командного чемпіонату світу та юніорського командного чемпіонату Європи. Триразовий чемпіон України в особистому заліку. Багаторазовий представник України в командних відбіркових раундах чемпіонатів світу. Перший в історії український спідвеїст, який взяв участь у Гран-Прі зі спідвею.
Його індивідуальний номер – 575.

## Кар'єра
У перші роки кар'єри Локтаєв демонстрував хороші результати на більшості турнірів де брав участь. Дворазовий призер особистого чемпіонату росії серед молоді: золото (2006) і срібло (2007), дворазовий золотий призер командного чемпіонату росії серед юніорів (2005, 2006).
У 2008 році у віці всього 14 років вперше в кар'єрі став особистим чемпіоном України. 
У 2009 році став срібним призером особистого чемпіонату росії серед юніорів і бронзовим призером особистого чемпіонату України серед юніорів. 
Сезон 2009 став його першим у професійних спідвейних лігах. Локтаєв підписав контракти в російській (Турбіна Балаково) та Українській (Шахтар Червоноград) лігах. З обома командами виграв командний чемпіонат країни де він був одним з лідерів тих команд.
Потенціал молодого спортсмена також помітили в екстралізі (найкраща ліга Польщі) а саме в клубі Фалубаз Зелена Гура, цей клуб і підписав його на сезон 2010 року. У своєму дебютному сезоні в польській лізі він стартував у 15 матчах,  35 заїздах, у яких загалом набрав 25 очок і чотири бонуси, а його середній показник пунктів за  заїзд становив 0,829. Найкращий його виступ був у другому колі ліги  в матчі проти Włókniarz Częstochowa, де набрав 7 очок із бонусом (3,2*,2,0,0) . Через рік він був відданий в оренду до РКМ Рибнік. 
3 вересня 2011 року у складі збірної України став бронзовим призером командного чемпіонату світу серед юніорів (Балаково 2011).
У сезоні 2012 здобув такі нагороди: бронзу командного чемпіонату Європи серед юніорів 2012 та золото чемпіонату Європи серед пар. Він досяг значного прогресу в результатах порівняно з попередніми роками —  та закінчив польську лігу із середнім балом 1,606. Олександр також брав участь у Чемпіонаті світу серед юніорів 2012 року, де посів 11 місце. Сезон 2013 року провів на правах оренди в «Полонії» з Бидгоща, яка тоді була в екстралізі. Провівши весь сезон у «Полонії», він закінчив сезон із  середнім показником 1,671 – найвищим показником у своїй кар’єрі серед результатів, досягнутих у найвищій польській лізі.
29 червня 2013 року став бронзовим призером Чемпіонату Європи Серед пар. На жаль через падіння він стартував лише у двох заїздах. У 2013–2014 роках в команді  «Мега Лада» з Тольятті двічі вигравав командний чемпіонат росії зі спідвею.
24 липня 2015 року результати допінг-контролю, проведеного 28 червня після матчу з клубом  KS Toruń, показали, що в організмі Олекснадра є сліди марихуани.  Тому гонщику було заборонено стартувати протягом всього року, а також він мав заплатити штраф у розмірі 5000 злотих .
Він повернувся до гонок у 2016 році, завершивши сезон у кольорах Фалубаза. Після її завершення він розірвав контракт із цією командою та перебрався до «Орла Лодзь». У кольорах клубу з Лодзі виступав у 2017-2018 роках.
У сезоні 2019 був гонщиком ТЗ «Островія» та «Масарна Авеста». У 2020 році він знову підписав контракт з «Орелом» у Лодзі
Сезон-2020 став для Локтаєва кращим за попередні. З «Лодзьким Орелем» він посів 3 місце в 1-й лізі, а сам досяг середнього показника 2.111, восьма  в лізі. Він був дуже близький до кваліфікації на Гран-прі 2021 через турнір Grand Prix Challenge в хорватському Горічані. Після чотирьох серій стартів він був другим після Кшиштофа Каспржака з одинадцятьма очками (3,3,3,2). У своїй останній гонці Локтаєв впав, за що був з неї виключений. Зрештою, він посів 4 місце в турнірі та не здобув авансу до GP (гонщики з ТОП-3 автоматично відбираються на наступний сезон Speedway Grand Prix). Однак організатори присудили йому перше місце серед постійного резерву GP 2021, що дало йому реальний шанс стати першим українським спідвеїстом в історії циклу.
Окрім «Орел Лодзь», у 2021 році він також виступав за Шведський клуб «Ескільстуна Смедерна». 28 серпня 2021 року він дебютував у Гран-прі, замінивши травмованого Мартіна Вацуліка на Гран-прі Тольятті. Він завершив змагання з шістьма очками (1,1,2,0,2), що забезпечило йому 11 місце та 6 очок до генеральної класифікації. У тому ж році він виграв третій Індивідуальний Чемпіонат України, а разом з Ескільстуною став віце-чемпіоном збірної Швеції. Після сезону 2021 змінив клуб і в Польщі, і у Швеції — на 2022 підписав контракти з PSŻ Poznań  і Vetlanda Speedway . Він також став гонщиком команди з Данії  Region Varde Speedway.
Але через вторгнення Росії в Україну він не зміг залишити країну, а тому не з’являвся на жодних матчах .

## Інші досягнення

### Індивідуальні досягнення
- Індивідуальний чемпіонат світу серед юніорів
  - 2011 рік - 10 місце
  - 2012 рік - 11 місце
  - 2015 рік - 23 місце

- Індивідуальний чемпіонат Європи
  - 2011 рік - 4 місце
  - 2018 рік - 20 місце

- Особистий чемпіонат України
  - 2008 рік - 1 місце
  - 2009 рік - 5 місце
  - 2010 рік - 2 місце
  - 2011 рік - 2 місце
  - 2012 рік - 1 місце
  - 2017 рік - 4 місце
  - 2021 - І місце

- Особиста першість України серед молоді
  - 2009 рік - 3 місце
  - 2010 рік - 4 місце

### Командні досягнення
- Командний чемпіонат світу серед юніорів
  - 2011 рік - 3 місце
  - 2014 рік - 7 місце

- Молодіжний командний чемпіонат Європи
  - 2010 рік - 6 місце
  - 2011 рік - 8 місце
  - 2012 рік - 3 місце
  - 2013 рік - 4 місце

- Парний чемпіонат Європи
  - 2012 рік - 1 місце
  - 2013 рік - 3 місце
  - 2015 рік - 8 місце
  - 2018 рік - 8 місце
  - 2019 рік - 9 місце

- Командний чемпіонат Данії
  - срібло: 1 (2011)

- Командний чемпіонат Німеччини
  - срібло: 1 (2013)

- Командний чемпіонат Польщі
  - срібло: 1 (2010)
  - бронза: 1 (2016)

- Командний чемпіонат росії
  - золото: 3 (2009, 2013, 2014)
  - бронза: 1 (2015)

- Командний чемпіонат Швеції
  - срібло: 1 (2021)

- Командний чемпіонат України
  - золото: 1 (2009)
  - срібло: 1 (2010)